# Niklas Pertlwieser
Niklas Pertlwieser (* 23. November 2003) ist ein österreichischer Fußballspieler.

## Karriere
Pertlwieser begann seine Karriere beim SV Glanegg. Im September 2013 wechselte er zum SV St. Urban. Zur Saison 2015/16 wechselte er zum SV Feldkirchen. Zur Saison 2017/18 wechselte er in die Akademie des Wolfsberger AC, in der er in Folge sämtliche Altersstufen durchlief. Zur Saison 2021/22 rückte er in den Kader der Amateure der Wolfsberger. Sein Debüt in der Regionalliga gab er im Juli 2021. Im April 2022 stand er erstmals im Profikader des Bundesligisten, für den er aber nie zum Einsatz kommen sollte. Für Wolfsberg II kam er in vier Spielzeiten zu 86 Einsätzen in der dritthöchsten Spielklasse.
Zur Saison 2025/26 wechselte Pertlwieser zum Zweitligisten SKU Amstetten, bei dem er einen bis 2026 laufenden Vertrag erhielt. Sein Debüt in der 2. Liga gab er im August 2025, als er am ersten Spieltag jener Saison gegen den SK Sturm Graz II in der Startelf stand.